# 雪竜
雪竜 (雪龍、中文表記: 雪龙、英文表記: MV Xue Long) は中華人民共和国の砕氷船である。中国極地研究センター(PRIC)に所属し、南北両極地における科学調査とその支援を任務とする。
2018年に同名船の2号が進水した。本稿は特記ない限り、雪竜1号について解説する。

## 設計

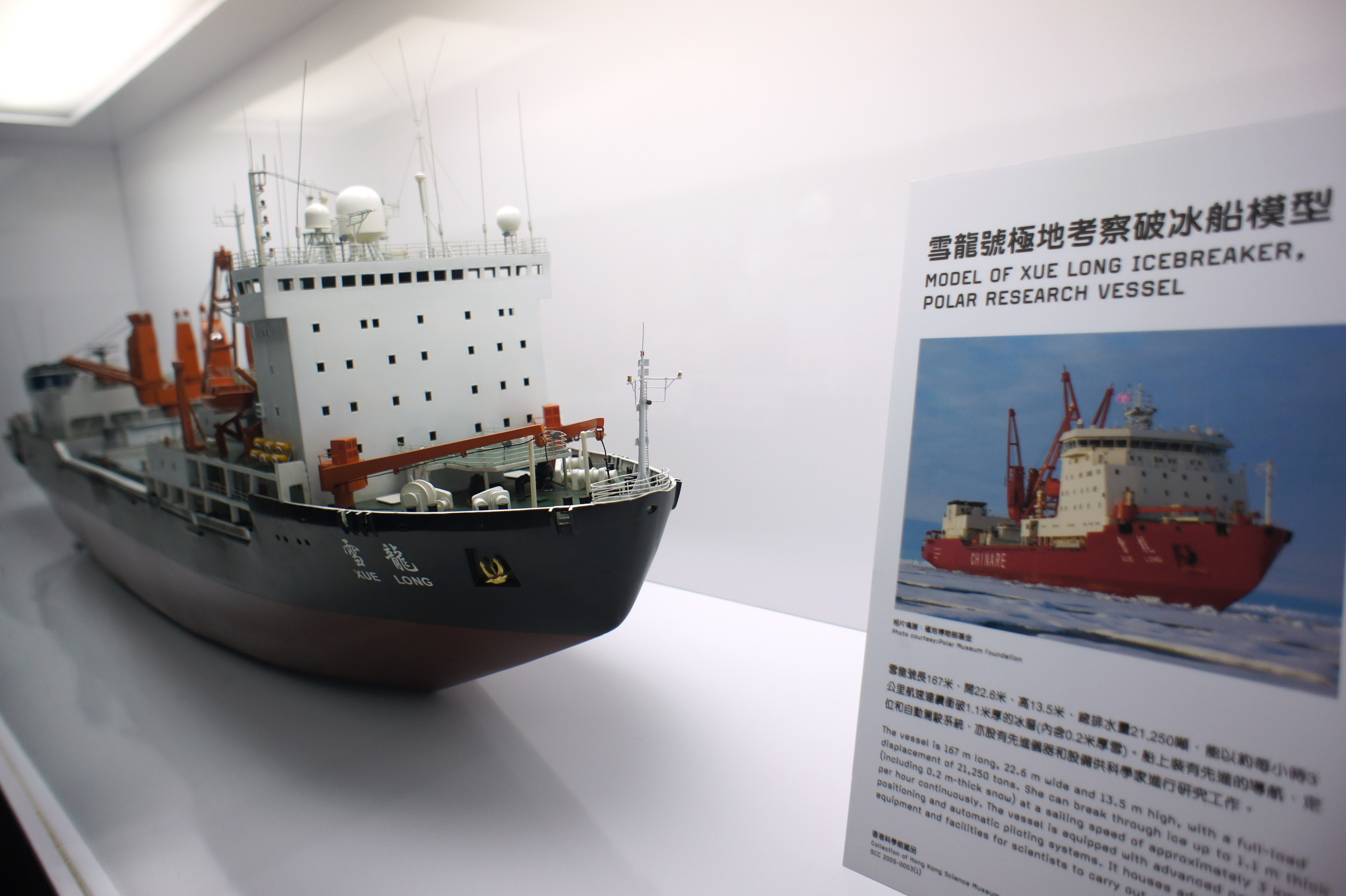
香港科学館で展示される就役時の雪竜の模型（2011年）

船体は耐氷構造で、改装後の氷海船級はIce Class B1である。就役時の船体は黒色だったが、2007年の改修で橙色に塗装され、国家海洋局極地考察弁公室の略称「CHINARE」が大書きされた。40人の乗員と科学者60名を含む観測隊員97名または乗客が居住でき、船内には海洋物理学、海洋化学、生物学、気象学など各分野にわたる広さ100m2の研究室を備える。貨物倉は船首と船体中央にあり、船首と中央部にある6基のクレーンで積み下ろしを行う。船尾にはAフレームクレーン（後に門型フレームクレーン）を有し、自律型無人潜水機1機を搭載する。
主機のディーゼルエンジンで発電して電動機で推進する電気推進で、可変ピッチのダクテッド・プロペラを駆動し、厚さ1.2mの氷海は0.5ノット、厚さ1.1mの氷海は1.5ノットで航行可能である。
船体後部には格納庫と飛行甲板を有し、ハルビンZ-9 2機を搭載できる。2009年4月12日に上海でZ-9が墜落したため、新たにカモフKa-32型ヘリコプター（Ka-27の派生型）「雪鷹11号」が配備された。雪鷹11号は2011年12月9日に雪竜から中山基地に向かう途中で墜落したため、2013年11月6日に後継機のKa-32「雪鷹12号」が配備された。なお、2007年の改装で格納庫上にレドームと衛星通信用のパラボラアンテナを搭載した。

## 船歴
極地科学調査船「雪竜」は北極海仕様の多目的貨物船（プロジェクト10621）の一隻として1993年、ウクライナのヘルソン造船所で建造された。同年、初代の南極観測船「極地」の後継船を検討していた中華人民共和国により1750万ドルで購入され、上海の滬東中華造船で極地研究及び補給船へと改装された。
雪竜は1994年に初めて南極へ向け航海し、中国の第11次南極観測隊を運んで以降、継続的に南極観測隊の輸送に従事している。また新たな拠点の開設も雪竜の輸送力を活用して行われており、2005年には南極氷床の最高点ドームAに中国第3の南極観測拠点を設置するための予備調査に用いる雪上車を運んだほか、2008年にはドームAに崑崙基地を建設する第25次南極観測隊と資材を運搬した。
さらに2013年には、中国第4の南極観測拠点である泰山基地の建設を任務とする第30次南極観測隊と資材を運搬している。
雪竜の活動領域には北極圏も含まれており、1999年に初めて調査航海を行って以降、2014年現在までに6回にわたって観測隊を北極海の観測拠点である黄河基地へ運んだ。このうち2010年の第4次北極航海では北緯88度26分まで北上し、中国の船舶としての新記録を達成し、2012年の第5次北極航海では、中国の船舶として初めて北東航路の通過に成功している。
2013年12月24日、ロシア連邦の耐氷貨物船アカデミック・ショカリスキーが南極海で氷から脱出できなくなり救難信号を発した際に、付近を航行中の雪竜は救助に向かった。翌年1月2日に搭載ヘリコプターを使用して乗船者52名を救出、オーストラリアの砕氷船オーロラ・オーストラリスへ移送した。その直後に雪竜も流氷に囲まれ動けなくなったが、1月7日に自力での脱出に成功した。
貨物船を改造した雪竜は極地での行動能力に限界があることから、中国は2011年より本格的な砕氷能力を持つ8000トン級砕氷船の新規建造計画に着手。雪竜2号が2018年9月10日に進水した。

## 雪竜2号
全長120メートルで、船首・船尾両側に砕氷能力を持つ。中国がフィンランド企業と共同で設計し、上海の造船所で検討した。